# Jehuda ben Tema
Rabbi Jehuda ben Tema (Namensvarianten: R. Juda ben Tema; auch: Thema; hebr. יהודה בן־תימא) war ein Mischnalehrer des 2. Jahrhunderts, Tannait der 4. Generation.
Über sein Leben ist nichts Näheres bekannt, manche sehen in ihm auch einen Zeitgenossen Akibas.
Von ihm stammt der später in die Halacha übernommene und deshalb besonders bekannt gewordene Ausspruch:
„Sei mutig wie der Panther, flink wie der Adler, schnell wie der Hirsch und stark wie der Löwe, - den Willen deines Vaters im Himmel auszuführen“.
Jehuda ben Tema ist auch der Urheber der bekannten Einteilung der Lebensalter (des Mannes) in den Sprüchen der Väter (V., 25):
mit 5 Jahren Beginn des Bibelunterrichts (Tora),
mit 10 Mischna-Studium,
mit 13 Gebotpflichtigkeit,
mit 15 Talmud-Studium (Gemara),
mit 18 Ehe,
mit 20 Beruf,
mit 30 Vollkraft,
mit 40 volle Einsicht,
mit 50 Rat,
mit 60 Alter,
mit 70 Greisenalter,
mit 80 hohes Alter / Erreichen des höchsten Ziels,
mit 90 gebeugtes Alter,
mit 100 zum Tode bereit („als wäre er schon gestorben, dahingegangen und geschwunden von der Welt“)